# Jean Ledóchowski
Pour les autres membres de la famille, voir Famille Ledóchowska.
Jean Martin Ledóchowski, né le 23 juin 1791 à Jedwabne près de Varsovie et mort le 10 septembre 1864 à Paris 17e, est un homme politique polonais.

## Biographie
Fils de Martin Ledóchowski et de Marie-Anne Lenczynska, Jean Ledóchowski effectue sa formation dans l'académie militaire de Vienne, puis entre comme étudiant dans le génie. Il obtient le grade d'officier autrichien mais le refuse par patriotisme, et retourne en Pologne en 1808.
Officier dans l'armée du Duché de Varsovie, il est membre du parlement au Royaume du Congrès, puis nonce à la Diète de Pologne.
Il est inhumé le 12 septembre 1864 au cimetière de Montmartre dans la 8e division.